# 胡祖六
胡祖六（1963年6月—），湖南汨罗县新塘乡人，洛阳工学院(今河南科技大学)82届内燃机专业学士、清华大学工学硕士、哈佛大学经济学博士。

## 经历
1996年4月任清华大学经济管理学院教授、清华大学中国经济研究中心主任。
2008年任美国高盛投资银行经济研究执行董事、高盛大中华区主席。
2016年11月起担任百胜集团独立董事兼董事长。

## 头衔
- 哈佛国际关系中心研究员
- 世界银行顾问
- 世界经济论坛首席经济学家和研究部主管
- 中国华融资产管理公司专家咨询委员会委员